# Střední společenská třída
Střední společenská třída (nebo jen střední třída) je sociální třída nacházející se uprostřed sociální stratifikace společnosti.

## Výklady pojmu
- Podle weberiánské socioekonomické terminologie socioekonomicky spadá mezi vyšší a dělnickou třídu.
- Marxistická terminologie za střední třídu považuje buržoazii z doby (před)kapitalistické.
- V běžné řeči střední třída označuje (zejména v zemích s vlivem západní kultury, v nichž vládne kapitalismus) třídu konformní materiálnímu konzumerismu a soukromému vlastnictví[zdroj?], vládě zákona, politickému kompromisu a všeobecnému vzdělání.[1]
- Má se za to, že označení střední třída existovalo již v přelomu středověku a novověku (minimálně v polovině 18. století), kdy vymezovalo třídu mezi poddanými a šlechtou;[2] popřípadě (a to zejména s nástupem kapitalismu) bylo zaměnitelné s třídou buržoazie, resp. „menší buržoazie“ nebo maloburžoazie (petit bourgeoisie), nicméně marxismus buržoazii považuje za vyšší (nebo vládnoucí) třídu v kapitalistické společnosti[3]

## Z historického hlediska
Složky společnosti, které by se daly podle dnešních měřítek označit za střední třídu, existovaly již ve starověku v mnoha civilizacích a kulturách po celém světě. V raném středověku byla tehdejší společnost silně polarizována na šlechtu, coby zástupce nejvyšších a vládnoucích sfér společnosti, a poddané, patřící naopak do jejích spodních vrstev. S rozvojem řemesel, měst a obchodu se vytvořila vrstva středověké „podnikatelské třídy“ – úspěšných kupců, importérů a obchodníků s nezanedbatelným majetkem, avšak bez postavení srovnatelného s tehdejší šlechtou, kteří by se za střední třídu podle dnešních měřítek dali považovat. Éra novověku, vědeckotechnická revoluce a vznik nových ideologií a sociálních systémů znamenaly další podstatné změny ve vrstvách a složení společnosti – většinou oslabily pozici představitelů vládnoucí třídy (v některých zemích a režimech byla tato třída svržena), a naopak vznikla silná dělnická třída. V průběhu 20. století v zemích Prvního světa pak postupně získala na síle (co do počtu i významu) právě střední třída. V zemích, kde tvoří drtivou většinu (pouze s marginální vyšší a nižší vrstvou), dokonce převládá názor, že střední třída reprezentuje typického nebo „průměrného“ občana, a politické směřování země, v níž žije, by tedy mělo řešit problémy, které se týkají hlavně této třídy. Zejména rozmach střední třídy v Americe a západní Evropě po 2. světové válce (a Číny a Indie od konce 20. století), který se týkal desítek až stovek milionů lidí a představoval výrazný vzestup v porovnání s jejich předchozí životní úrovní, ve 21. století staví politické elity před otázku, jakou zvolit strategii pro trvalou udržitelnost této úrovně svých občanů (týkající se spotřeby materiálů, energií, produkování znečištění a odpadů a dalších ekologických otázek). Podle studie Pew Research Center analyzující společenské třídy Spojených států amerických se střední třída stala minoritní na začátku roku 2015, kdy počet jejích příslušníků klesl na 120,8 milionu obyvatel, zatímco počet lidí z vyšší a zejména nižších společenských tříd vzrostl na 121,3 milionů obyvatel.

## Klasifikace střední třídy
Podle moderní klasifikace se střední třída dělí na dvě kategorie, a to na:
- vyšší střední třídu (upper middle class),
- nižší střední třídu (lower middle class).

Měřítkem pro zařazení jedince do dané společenské třídy je jeho socioekonomické postavení, tj. kombinace jeho příjmů a životní úrovně, která vyplývá z jeho příjmů a majetkových poměrů, na jedné straně a jeho důležitosti a postavení ve společnosti na straně druhé (přičemž tyto dvě proměnné se navzájem ovlivňují – jedna vychází z druhé).
Naproti tomu marxismus střední třídu definuje fixně podle rozsahu majetku a společenské prestiže.

## Typické znaky a hodnoty střední třídy
Společné prvky jedinců střední třídy typicky jsou:
- určitá úroveň žití (bydlení, čtvrť nebo komunita v okolí, trávení volného času);
- určitá typická (i když těžko přesně definovatelná) výchova potomků a dále plánování a vytyčování si cílů v životě;
- usilování o vyšší vzdělání (bez nebo včetně akademického titulu);
- trávení volného času, koníčky, hobby, záliby; volnočasové aktivity;
- získání profesionální kvalifikace (ne nezbytně závislé na výdělku, ale alespoň s určitým společenským statusem);
- inklinace ke spíše měšťanským hodnotám jako vlastnictví domu a zastávání solidního (stabilního) zaměstnání;
- angažování se v politických a komunitních událostech a participace na řešení státních/lokálních problémů;
- národní cítění, identifikace se svou domovinou a její kulturou, ctění jejích (např. náboženských a jiných) tradic.